# Sebastianusstraße 38 (Korschenbroich)

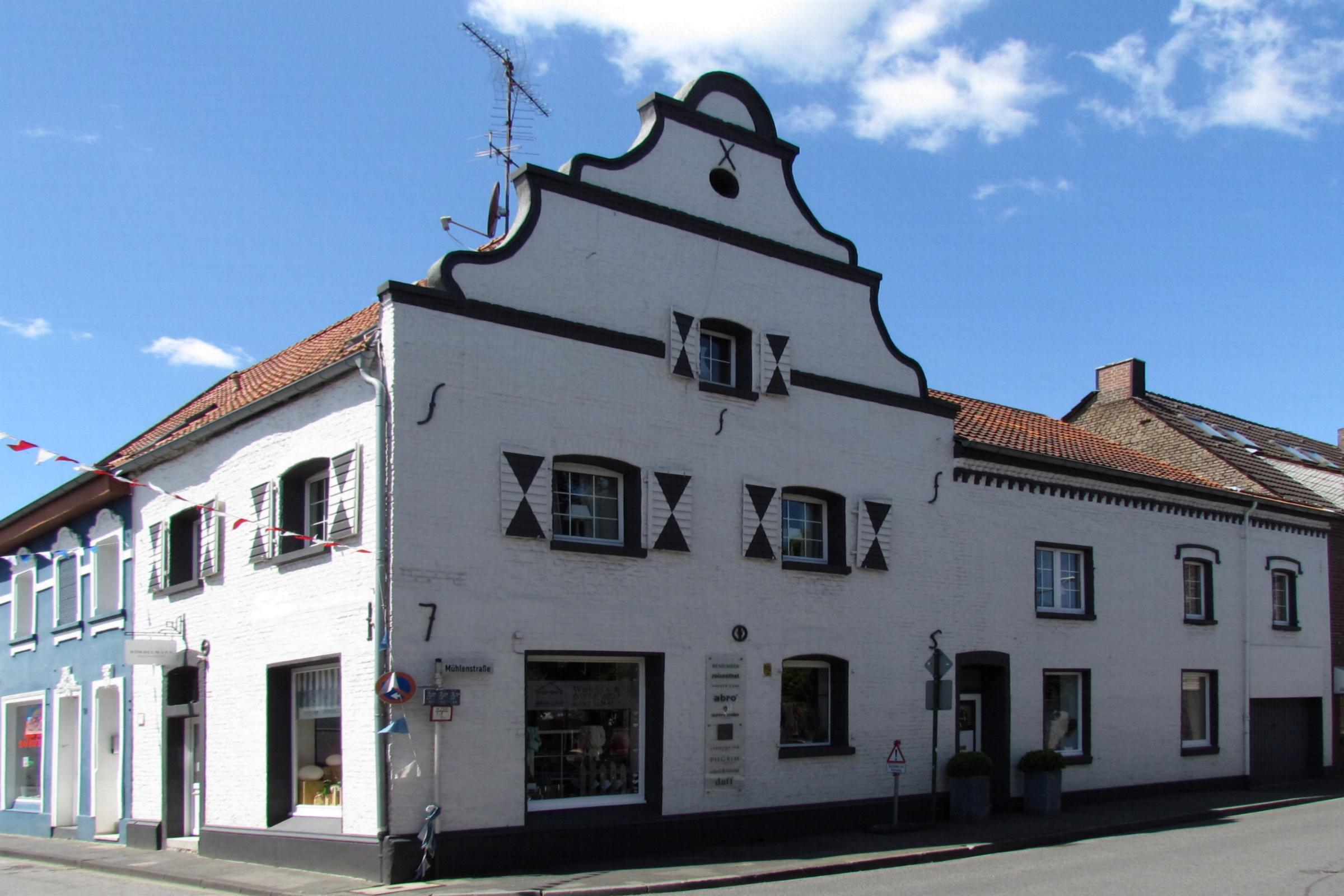
Sebastianusstraße 38 (2013)

Das Doppelhaushälfte Sebastianusstraße 38 steht in Korschenbroich  im Rhein-Kreis Neuss in Nordrhein-Westfalen.
Das Gebäude wurde 1705 erbaut und unter Nr. 048 am 11. September 1985 in die Liste der Baudenkmäler in Korschenbroich eingetragen.

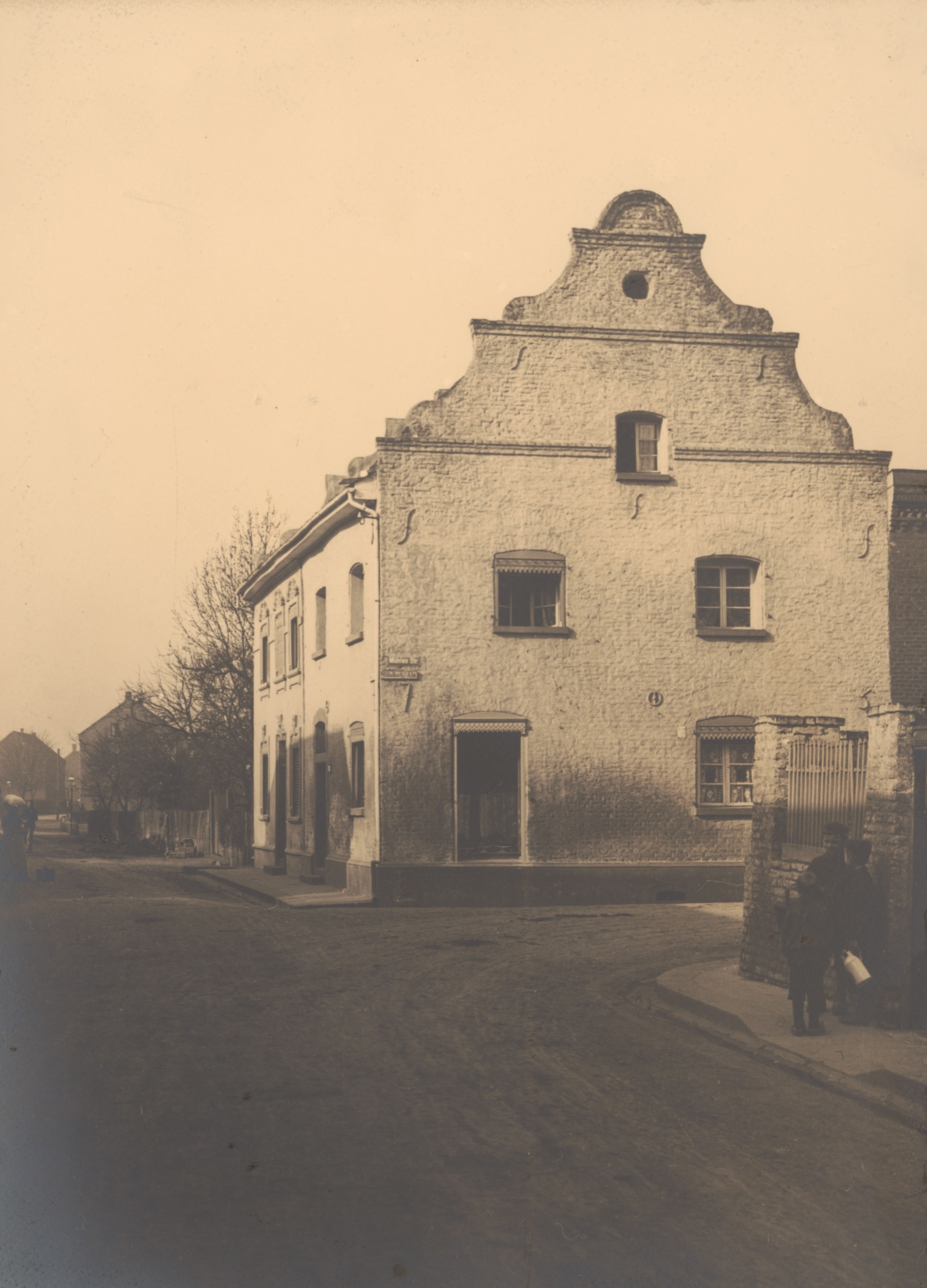
Sebastianusstraße (Foto: Erwin Quedenfeldt, 1909)

## Architektur
Die zweigeschossige Doppelhaushälfte steht an der Ecke zur Mühlenstraße in 3:2:2 Achsen. Die Seitenfassade mit barockem Schweifgiebel ist aus Backstein geschlämmt. Im Erdgeschoss wurde das Gebäude durch Ladeneinbauten verändert.